# ノヴォシビルスク駅
ノヴォシビルスク駅 (ノヴォシビルスクえき、ロシア語:Новосибирск-Главный) は、ロシアノヴォシビルスク州ノヴォシビルスクにある、ロシア鉄道の駅。

## 概要
シベリア鉄道・トルキスタン・シベリア鉄道が乗り入れるロシア最大級の鉄道駅である。ロシア各方面の長距離列車及びエレクトリーチカが停車する。なお、エレクトリーチカは全列車が当駅を始・終着駅としており、当駅を途中駅として運行されることは無い。

### 主な行き先
| 列車名         | 列車№ | 区間（モスクワ、トルキスタン・シベリア鉄道方面） | 列車№ | 区間（ウラジオストク方面）                    | 直通先・経由                                                           |
| -------------- | ----- | ------------------------------------------------ | ----- | --------------------------------------------- | ---------------------------------------------------------------------- |
| ロシア         | 1     | ウラジオストク — モスクワ・ヤロスラフスキー駅    | 2     | モスクワ・ヤロスラフスキー駅 — ウラジオストク | シベリア鉄道本線                                                       |
| （列車名なし） | 3     | 北京 — モスクワ・ヤロスラフスキー駅              | 4     | モスクワ・ヤロスラフスキー駅 — 北京           | ロ蒙中鉄道～シベリア鉄道本線                                           |
|                | 7     | ウラジオストク — ノヴォシビルスク                | 8     | ノヴォシビルスク — ウラジオストク             | シベリア鉄道本線                                                       |
|                | 11    | チタ — チェリャビンスク                          | 12    | チェリャビンスク — チタ                       | シベリア鉄道～チェリャビンスク方面直通                                 |
| ボストーク     | 19    | 北京 — モスクワ・ヤロスラフスキー駅              | 20    | モスクワ・ヤロスラフスキー駅 — 北京           | 旧東清鉄道・シベリア鉄道など                                           |
|                | 75    | ネリュングリ — モスクワ・カザンスキー駅          | 76    | モスクワ・カザンスキー駅 — ネリュングリ       | アヤム鉄道～バム鉄道～シベリア鉄道～エカテリンブルク～カザン～モスクワ |
|                | 113   | ノヴォシビルスク — ミンスク                      | 114   | ミンスク～ノヴォシビルスク                    | シベリア鉄道本線～モスクワ（ベラルースキー駅）～ミンスク               |
|                | 113   | ノヴォシビルスク — ベルリン                      |       |                                               | シベリア鉄道本線～モスクワ（ベラルースキー駅） ～ミンスク経由          |
|                | 389   | ノヴォシビルスク — バルナウル                    | 390   | バルナウル～ノヴォシビルスク                  | トルキスタン・シベリア鉄道                                             |
|                | 389   | ノヴォシビルスク — ビシュケク                    |       |                                               | トルキスタン・シベリア鉄道（タシケント経由）                           |

### 廃止された列車
| 列車名   | 列車№ | 区間（モスクワ方面）                | 列車№ | 区間（ウラジオストク方面）          | 直通先・経由         |
| -------- | ----- | ----------------------------------- | ----- | ----------------------------------- | -------------------- |
| バイカル | 9     | イルクーツク — サンクトペテルブルク | 10    | サンクトペテルブルク — イルクーツク | シベリア鉄道本線など |

## 歴史
現在の駅舎は1929年～1938年にかけて建設された。1929年のコンペによりロシア構成主義様式のヴォローシノフ案が選出されたが、この案を基にノヴォシビルスクの多くの建築家の手が加わり、スターリン様式にまとめ上げられた。1993年改修。

## 駅周辺
- ガリーン・ミハイロフスキー広場 - 駅の西側にある駅前広場。
  - ノヴォシビルスク地下鉄ジェルジンスカヤ線プローシャチ・ガリーナ・ミハイロフスカヴァ駅（ロシア語版） - 上記の広場の地下に位置する。
  - 西シベリア鉄道歴史博物館 - 上記の広場の南西に位置する。
- レーニン通り
- レーニン広場（ロシア語版） - 駅より徒歩15分。地下にノヴォシビルスク地下鉄レニンスカヤ線プローシャチ・ガリーナ・レーニナ駅（ロシア語版）がある。
  - 国立オペラ・バレエ劇場（英語版） - レーニン広場の東側。
  - ノヴォシビルスク市役所 - レーニン広場の南側。
  - ノヴォシビルスク州立郷土博物館 - レーニン広場の南側。
- オビ川 - 駅の西側。

## 隣の駅
ロシア鉄道
シベリア鉄道
ヴォストーク号
バラビンスク駅 - ノヴォシビルスク駅 - マリインスク駅
ロシア号、5・6列車、バイカル号
バラビンスク駅 - ノヴォシビルスク駅 - タイガ駅
エニセイ号
チュルィムスカヤ駅（チュリム） - ノヴォシビルスク駅 - タイガ駅
7・8列車
ノヴォシビルスク駅 - タイガ駅
トミチェ号号（モスクワ方面）
チュルィムスカヤ駅 - ノヴォシビルスク駅 - ユルガI
トミチェ号（トムスク方面）
チュルィムスカヤ駅 - ノヴォシビルスク駅 - ボロトナヤ駅（ボロトノエ）
エレクトリーチカ（モスクワ方面）
プラヴァヤ・オビ駅 - ノヴォシビルスク駅
エレクトリーチカ（ウラジオストク方面）
ノヴォシビルスク駅 - ガガリンスカヤ駅
トルキスタン・シベリア鉄道
389列車
ノヴォシビルスク駅 - ベルツク駅（Бердск）
692列車
ノヴォシビルスク駅 - ノヴォシビルスク・ユジュニ駅（Новосибирск-Южный）
エレクトリーチカ
ノヴォシビルスク駅 - チェントル駅